# Strand Theatre (London)
Das Strand Theatre ist ein ehemaliger Theaterbetrieb in Londoner Stadtteil City of Westminster, der von mehreren Gebäuden beherbergt wurde: Das erste wurde 1832 zum Theater umgenutzt, das letzte 1882 erbaut. 1905 musste das Theater der Aldwych station der U-Bahn weichen.

## Geschichte
1801 erbaute Thomas Edward Barker ein Panorama, damals eine beliebte Medienattraktion, an der Adresse 168/169 Strand. 1832 wurde das Gebäude in sieben Wochen zum Theater umgebaut, das zunächst Rayner's New Subscription Theatre genannt wurde.
Im November 1832 musste es aufgrund mangelnden Erfolgs schließen, wurde aber 1833 durch Fanny Kelly als The New Strand Theatre wieder eröffnet. Auch eine Schauspielschule befand sich an diesem Ort. Weil das Theater keine Lizenz hatte und demzufolge keine Abendkasse betreiben durfte (was durch Ticketverkauf in benachbarten Geschäften umgangen wurde) bekam es Schwierigkeiten mit den privilegierten Patent Theatres und wurde 1835 geschlossen. Nun mit der behördlichen Erlaubnis konnte es 1836 baulich erweitert und unter der Leitung von Douglas William Jerrold neu eröffnet werden. 1850 wurde es Strand Theatre genannt und 1851 durch William Robert Copeland in Punch's Playhouse and Marionette Theatre umbenannt. 
Nach einem Umbau durch William Swanborough wurde das Gebäude am 5. April 1858 als Royal Strand Theatre wiedereröffnet und erfolgreich mit Pantomimen, Possen und Melodramen bespielt.  Nach einem Brand 1866 wurde das Theater wiederaufgebaut. Die berühmte britische Theaterfigur Widow Twankey, gespielt von James Rogers in Lord Byrons Stück Alladin kam hier 1861 erstmals auf die Bühne. Das Theater war Spielstätte der Viktorianischen Burlesque sowie der Operette wie etwa Jacques Offenbachs Erfolgsstück Madame Favart.  
Wegen unzureichendem Brandschutz wurde das Gebäude 1882 geschlossen, das Theater wurde neu erbaut und am 18. November eröffnet. Frühe Varianten der Musical Comedy wurden nun hier aufgeführt.
Die Strand war seit dem Ende des 18. Jahrhunderts zum Slum geworden und besaß stets noch enge mittelalterliche Straßenteile, die sich für den modernen Verkehr nicht eigneten. Der London County Council startete 1901 eine Generalsanierung, zu der auch die neue U-Bahn gehörte. 1905 wurden die Theaterbesitzer trotz Protesten der Schauspieler enteignet, um Platz für die U-Bahn-Haltestelle Aldwych zu schaffen.